# Фернандес, Хуан (биатлонист)
Хуан Фернандес (исп. Juan Fernández) — аргентинский  биатлонист, участник зимних Олимпийских игр 1992 года.

## Карьера
Важнейшим событием в карьере Хуана стало участие в зимних Олимпийских играх 1992 года в Альбервиле. В индивидуальной гонке на 20 км, закрыв 15 мишеней из 20-ти и показав худшее время прохождения дистанции среди всех участников, он занял 91-е место, а в спринте, допустив 2 промаха, финишировал на предпоследней — 93-й позиции.
В 2002 году после долгого перерыва он снова принял участие в международных соревнованиях, на этот раз в Кубке Европы. Из 10-ти гонок, на которые он был заявлен, вышел на старт только трёх, в каждой из которых занимал последние места. В 2002 году на этапе в австрийском Розенау в спринте он стал 68-м, на следующем этапе в Обертиллиахе также в спринте финишировал 62-м. Последней гонкой в карьере стал спринт в сезоне 2004/2005 в Обертиллиахе, где он занял 89-е место.

### Участие в Олимпийских играх
| Год  | Место проведения | Инд | Спр | Эст |
| 1992 | Альбервиль       | 91  | 93  | —   |